# 5681 Bakulev
5681 Bakulev (1990 RS17) là một tiểu hành tinh vành đai chính được phát hiện ngày 15 tháng 9 năm 1990 bởi Zhuravleva, L. V. ở Nauchnyj.